# Stazione di Arezzo Pescaiola
La stazione di Arezzo Pescaiola è una stazione ferroviaria situata nell'omonimo quartiere di Arezzo, lungo la ferrovia Arezzo-Sinalunga.

## Storia
La stazione fu aperta il 3 settembre 1930, in concomitanza con l'apertura all'esercizio della linea per Sinalunga; il 5 aprile 1932 fu raccordata alla stazione FS.

## Strutture e impianti

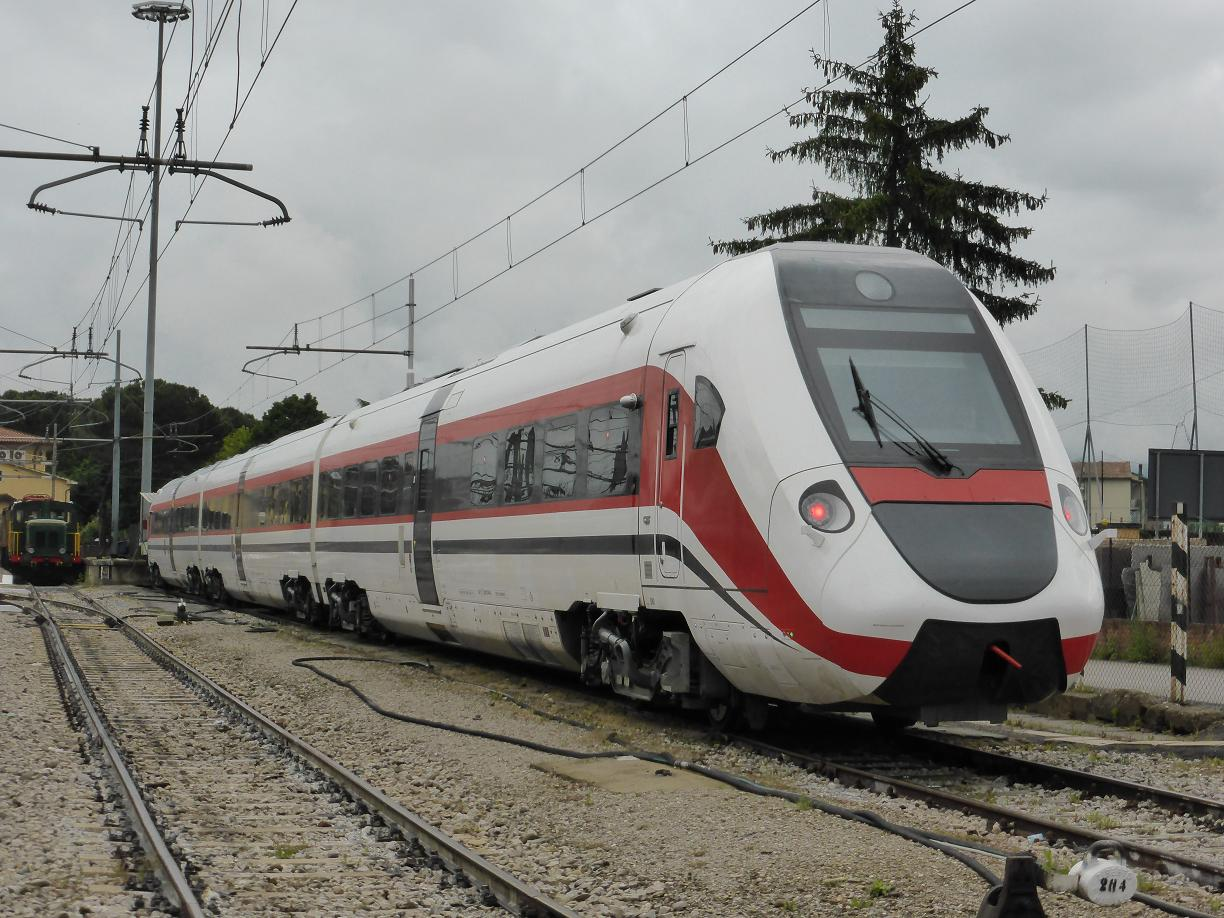
ATR.365.01 in sosta su in binario dell'impianto

Presso la stazione si trovano le officine sociali TFT, il deposito, il dirigente unico, la cabina di alimentazione e altre attrezzature di servizio.

## Servizi
La stazione, unica presenziata della rete TFT, dispone di:
- Biglietteria automatica

## Interscambi
Di fronte alla stazione effettuano transito autolinee urbane e interurbane operate da Autolinee Toscane.
- Fermata autobus